# Juan Ginés Córdoba Cortijo
Juan Ginés Córdoba Cortijo (Barcelona, 12 d'abril de 1961) és un microbiòleg i polític valencià, diputat a les Corts Valencianes en la IX legislatura.
Llicenciat en Ciències Biològiques, és doctorat en microbiologia molecular per la Universitat de València. Treballa com a facultatiu especialista en microbiologia i parasitologia a l'Hospital Universitari i Politècnic La Fe de València. Alhora és professor de microbiologia i bioquímica a l'Escola d'Infermeria de l'Hospital La Fe, dependent de la Universitat de València.
Militant de Ciutadans - Partit de la Ciutadania, n'és coordinador a la ciutat de València i subdelegat territorial a la província de València. Fou elegit diputat a les eleccions a les Corts Valencianes de 2015.